# Richard Virenque
Richard Virenque, född 19 november 1969 i Casablanca, Marocko, är en fransk före detta proffscyklist.
Virenque var en klättrare och vann bergsmästartävlingen i Tour de France sju gånger under sin karriär. Under 1998 var han en centralfigur i Festina-skandalen.

## Karriär
Richard Virenques familj flyttade till Frankrike när han var 10 år och ungefär då började han också cykla. Han blev professionell 1991 men det dröjde ytterligare två år innan han tog sin första seger, en etapp på Tour du Limousin. Han slutade tvåa totalt i tävlingen. 
Virenque vann bergspristävlingen i Tour de France sju gånger under sin karriär. Sitt bästa slutresultat uppnådde han 1997 då han slutade tvåa i det franska etapploppet. Fransmannen slutade också trea i Tour de France tävlingen 1996.
Efter andraplatsen i Tour de France 1997 ville Virenque vinna Tour de France året därpå. Men i samband med 1998 års Tour de France blev Willy Voet, fysioterapist för Festina-stallet, laget som Virenque tillhörde, tagen med en mängd dopningspreparat i bilen. Stallets sportdirekör Bruno Roussel berättade, via sin advokat, att han kände till att cyklisterna i hans stall kunde dopa sig ”under strikta medicinska former” och Virenques stallkamrater Christophe Moreau, Laurent Brochard och Armin Meier berättade att de hade tagit EPO under Tour de France 1998. Tour de France-generalen Jean-Marie Leblanc kastade ut Festina ur cykeltävlingen och Virenque hade ingen möjlighet att vinna tävlingen.
Virenque visade sig sedan vara inblandad i dopningshärvan, trots att han under en lång period själv ihärdigt förnekade dopningsanvändning trots övertygande bevis mot honom. Virenque hann dock både byta stall till Polti och förberedda sig inför Tour de France 1999. Han släppte också boken Ma Vérité, "Min sanning", under 1999 som ett svar på anklagelserna mot honom och pratade i boken om hur dopning skulle försvinna från cykelsporten. Hans stallkamrater var vid tillfället avstängda från cykelsporten under sex månader.
Richard Virenque vann en etapp på Giro d'Italia 1999. Fransmannen erkände slutligen under hösten 2000 att han hade tagit EPO inför Tour de France 1998.
Under säsongen 2001 vann fransmannen Paris-Tours två sekunder framför spurtarna Oscar Freire och Erik Zabel. 
Richard Virenque vann sin första etapp i Tour de France 1994. Senare samma år tog han bronsmedaljen i världsmästerskapens linjelopp för professionella cyklister som hölls i den italienska staden Agrigento. Vann gjorde landsmannen Luc Leblanc före italienaren Claudio Chiappucci.
Virenque lade av som tävlingscyklist vintern 2004, men har sedan dess hållit sig kvar i rampljuset, bland annat efter att ha vunnit den franska dokusåpan Je suis une célébrité, sortez-moi de là!. På engelska: I'm a Celebrity, Get Me Out of Here!.
Richard Virenque hamnade på sjukhus efter en vurpa den 11 augusti 2006 då han slog huvudet mot asfalten, men överlevde utan några större men.

## Stall
- R.M.O 1991–1992
- Festina-Lotus 1993–1998
- Polti 1999–2000
- Domo-Farm Frites 2001–2002
- Quick Step 2003–2004